# Burtonitethya gemmiformis
Burtonitethya gemmiformis är en svampdjursart som beskrevs av Sarà 1994. Burtonitethya gemmiformis ingår i släktet Burtonitethya och familjen Tethyidae. Inga underarter finns listade i Catalogue of Life.